# ترميم وحفاظ الإرث الثقافي
ترميم وحفاظ الإرث الثقافي هو نشاط مهني مُتخصِّص بتعزيز دوام المعالم الثقافيّة والفنيّة، وذلك عن طريق حمايتها وإنقاذها من قِبَل المُرمِّمين، واحترام أهميتها التاريخيّة والاجتماعيّة. يركّز هذا الترميم على حماية التراث الثقافي المادي ورعايته بما في ذلك الأعمال الفنيّة والعمارة والآثار ومجموعات المتاحف، حيث يشمل رعاية وإدارة تلك المجموعات.
يشمل حفاظ التراث الثقافي الحماية والاستعادة باستخدام أي أسلوب يثبت فعاليته في الحفاظ على خاصيّة ذلك الإرث في أقرب صورة ممكنة إلى وضعه الأصلي قدر المستطاع. كما تشمل أنشطته على الحفاظ الوقائي والفحص والتوثيق والأبحاث والمعالجات والتعليم.

## التعريف
يشمل الحفاظ على التراث الثقافي الحماية والترميم باستخدام «طرق أثبتت فعاليتها في الحفاظ على تلك الممتلكات قريبة من حالتها الأصلية لأطول فترة ممكنة». وغالبًا ما يرتبط الحفاظ على التراث الثقافي بمجموعات فنية ومتاحف ويشمل جمع الرعاية والإدارة من خلال التتبع والفحص والتوثيق والتخزين والحفظ الوقائي والترميم. 
اتسع نطاق العمل من الحفاظ على الفن، بما في ذلك حماية ورعاية الأعمال الفنية والهندسة المعمارية، إلى الحفاظ على التراث الثقافي، بما في ذلك حماية ورعاية مجموعة واسعة من الأعمال الثقافية والتاريخية الأخرى. يمكن وصف الحفاظ على التراث الثقافي بأنه نوع من الإشراف الأخلاقي. 
يُطبّق الحفاظ على التراث الثقافي مبادئ توجيهية أخلاقية بسيطة وهي:
- التدخل البسيط.
- استخدام مواد مناسبة وأساليب مُوجّهة.
- التوثيق الكامل لجميع الأعمال المنجزة.

تقع غالبًا تنازلات ما بين الحفاظ على المظهر والحفاظ على التصميم الأصلي وخصائص المواد والقدرة على عكس التغييرات. يُشدّد الآن على العكوسية وذلك لتقليل المشكلات المتعلقة بالمعاملة والبحث والاستخدام في المستقبل.
حتى يقرر المحافظون إستراتيجية حفظ مناسبة ومن ثم تطبيق خبراتهم المهنية وفقًا لذلك، يجب عليهم أن يأخذوا في عين الاعتبار رأي صاحب الرهن وقيمة العمل ومعناه، والاحتياجات الخاصة بالمادة.
وُصف الترميم من قبل تشيزاري براندي في نظريته عن الترميم بأنه «اللحظة المنهجية التي يُقدر فيها العمل الفني في شكله المادي وفي ازدهاره التاريخي والجمالي، بهدف نقله إلى المستقبل».

## التاريخ

### التواريخ الرئيسية
يعتبر البعض أن تقليد الحفاظ على التراث الثقافي في أوروبا قد بدأ في عام 1565 مع ترميم اللوحات الجدارية في كنيسة سيستين، لكن تشمل الأمثلة القديمة أيضًا أعمال كاسيودوروس.

### موجز تاريخي
إن لرعاية التراث الثقافي تاريخ طويل، إذ كان يهدف في المقام الأول إلى إصلاح الأشياء من أجل استخدامها المستمر والتمتع بجمالها. وحتى أوائل القرن العشرين، كان يُطلب من الفنانين عادةً إصلاح الأعمال الفنية التالفة. ومع ذلك، خلال القرن التاسع عشر، أصبحت مجالات العلوم والفن متداخلة على نحو متزايد، فبدأ علماء مثل: مايكل فاراداي في دراسة الآثار الضارة للبيئة على الأعمال الفنية. وأجرى لويس باستور تحليلًا علميًا على مواد الطلاء أيضًا. ومع ذلك، ربما جاءت أول محاولة منظمة لتطبيق إطار نظري على الحفاظ على التراث الثقافي مع تأسيس جمعية حماية المباني القديمة في المملكة المتحدة في عام 1877. أُسست الجمعية من قبل ويليام موريس وفيليب ويب، وكلاهما تأثر تأثرًا عميقًا بكتابات جون راسكن. وخلال نفس الفترة، طُورت حركة فرنسية لها أهداف مماثلة تحت إشراف المهندس المعماري والمُنظّر، يوجين فيوليه لو دوك، المشهور بترميمه لمباني العصور الوسطى.
تطور الحفاظ على التراث الثقافي باعتباره مجالًا متميزًا للدراسة في ألمانيا، إذ أصبح فريدريش راتغن في عام 1888 أول كيميائي يُوظَّف في متحف كونيغليشين، برلين. وهو لم يطور منهجًا علميًا لرعاية الأعمال ضمن المجموعات فحسب، وإنما نشر هذا النهج من خلال كتيب الحفظ في عام 1898.
يرتبط عادةً التطور المبكر لحفظ التراث الثقافي في أي منطقة من العالم بخلق وظائف للكيميائيين داخل المتاحف. وفي علم الآثار البريطاني، أُجريت البحوث الميدانية والتجريبية الرئيسية في مجال الحفظ من قبل نساء مثل إيون غيدي، سواء في الميدان أو في المجموعات الأثرية، وخاصة تلك الموجودة في معهد الآثار في لندن.
أجرى الكيميائي الأكاديمي ومدير جامعة هيريوت وات، آرثر بيلانز لوري، في المملكة المتحدة، عام 1900 بحثًا رائدًا في مجال مواد الطلاء والحفظ والسيراميك والحجر.
تعززت مصالح لوري من قبل ويليام هنت. وبدأ الدكتور الكيميائي هارولد بليندريثي في عام 1924 بالعمل في المتحف البريطاني مع الدكتور ألكسندر سكوت في مختبر البحوث الذي أُنشئ في ذلك الوقت، على الرغم من أنه كان يعمل بالفعل في قسم البحث العلمي والصناعي (المملكة المتحدة) في السنوات الأولى. أُنشئت هذه الإدارة من قبل المتحف لمعالجة حالات التدهور والأضرار التي لحقت بالموجودات نتيجةً لتخزينها في أنفاق تحت الأرض خلال الحرب العالمية الأولى. وسبب إنشاء هذه الإدارة هو نقل التركيز حول تطوير نظرية الحفظ والممارسة من ألمانيا إلى بريطانيا، التي تحولت إلى قوة رئيسية في هذا المجال. كتب بليرنديه في عام 1956 دليلًا يدعى حفظ الآثار والأعمال الفنية، والذي حلّ محل راتاغين ووضع معايير جديدة لتنمية علوم الفن والحفظ.
يمكن إرجاع وصول تطوير مسار التراث الثقافي في الولايات المتحدة، إلى متاحف هارفرد الفنية، ومديرها إدوارد والدو فوربس (1909-1944) الذي شجع الأبحاث الفنية، وكان رئيس اللجنة الاستشارية لأول مجلة فنية، التي استمر إصدارها من عام 1932 إلى 1942 وتدعى الدراسات الفنية في مجال الفنون الجميلة. وأهم ما فعله أنه جلب الكيميائيين أيضًا إلى طاقم موظفي المتحف. وكان روثرفورد جون غيتينز الأول من الولايات المتحدة الذي وُظف بشكل دائم في متحف فني. وعمل مع جورج ل. ستاوت، مؤسس ورئيس تحرير الدراسات الفنية.
تسارعت وتيرة تطوير حفظ التراث الثقافي في بريطانيا وأمريكا، إذ تأسست في بريطانيا أولى منظمات الحفظ الدولية. تأسس المعهد الدولي لحفظ الأعمال التاريخية والفنية (آي آي سي) بموجب القانون البريطاني في عام 1950 باعتباره «منظمة دائمة لتنسيق وتحسين الأساليب ومعايير العمل اللازمة لحماية وحفظ المواد الثمينة بجميع أنواعها».
أدى النمو السريع للمنظمات المهنية المعنية بالحفظ والمنشورات والمجلات والنشرات الإخبارية على الصعيدين الدولي والمحلي، إلى قيادة عملية تطوير هذه المهنة، من الناحيتين العملية والنظرية. لعب أيضًا مؤرخو ومنظرو الفن، مثل: تشيزاري براندي دورًا مهمًا في تطوير نظرية علوم الحفظ. شُوهدت مخاوف أخلاقية في السنوات الأخيرة ضد التطورات في مجال حفظ التراث. والأهم من ذلك كانت فكرة (الحفظ الوقائي)، إذ يعتمد هذا المفهوم جزئيًا على العمل الرائد الذي نفذه غاري تومسون (كيميائي) الحاصل على رتبة الإمبراطورية البريطانية، وكتابه «متحف البيئة» الذي نُشر لأول مرة في عام 1978. انضم تومسون إلى المعرض الوطني في لندن. ووضع مجموعة من الإرشادات أو الضوابط البيئية للحصول على الظروف الأفضل لتخزين الأشياء وعرضها داخل بيئة المتحف. على الرغم من أن إرشاداته الدقيقة لم تعد تتبع بصرامة، إلا أنها كانت ملهمةً جدًا في هذا المجال.

## الأخلاقيات
يُوجّه العمل في مجال حفظ التراث الثقافي حسب المعايير الأخلاقية التي تأخذ شكل الأخلاق التطبيقية. وُضعت المعايير الأخلاقية في جميع أنحاء العالم، وكُتبت المبادئ التوجيهية الأخلاقية الوطنية والدولية. من الأمثلة على ذلك:
- مجموعة المبادئ الأخلاقية والإرشادات التابعة لمعهد الحفظ الأميركي.[11]

يوفر موقع الحفظ الإلكتروني موارد حول القضايا الأخلاقية، بما في ذلك أمثلة على مدونات قواعد السلوك والمبادئ التوجيهية للسلوك المهني في الحفظ والمجالات المرتبطة به؛ والمواثيق والمعاهدات المتعلقة بالقضايا الأخلاقية التي تنطوي على الحفاظ على الممتلكات الثقافية.
يتعامل المحافظون إلى جانب معايير الممارسة مع الاهتمامات الأخلاقية الأوسع، على سبيل المثال: المناقشات حول ما إذا كان الفن يستحق فعلًا الحفاظ عليه أم لا.

## معرض صور

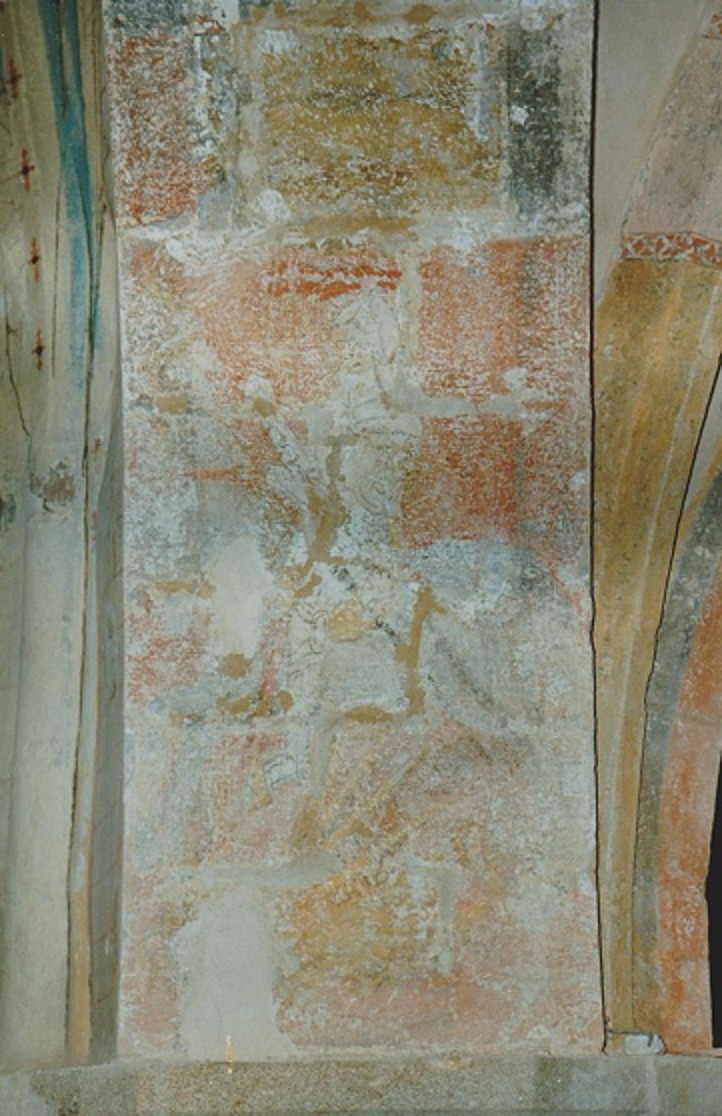
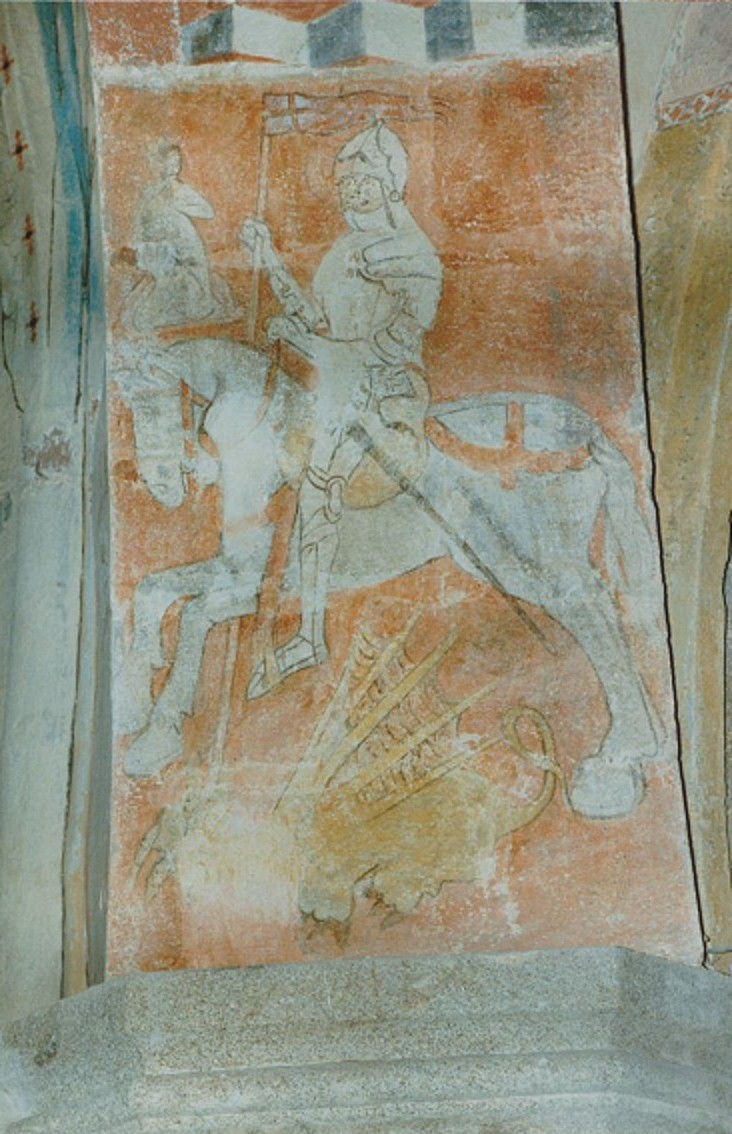
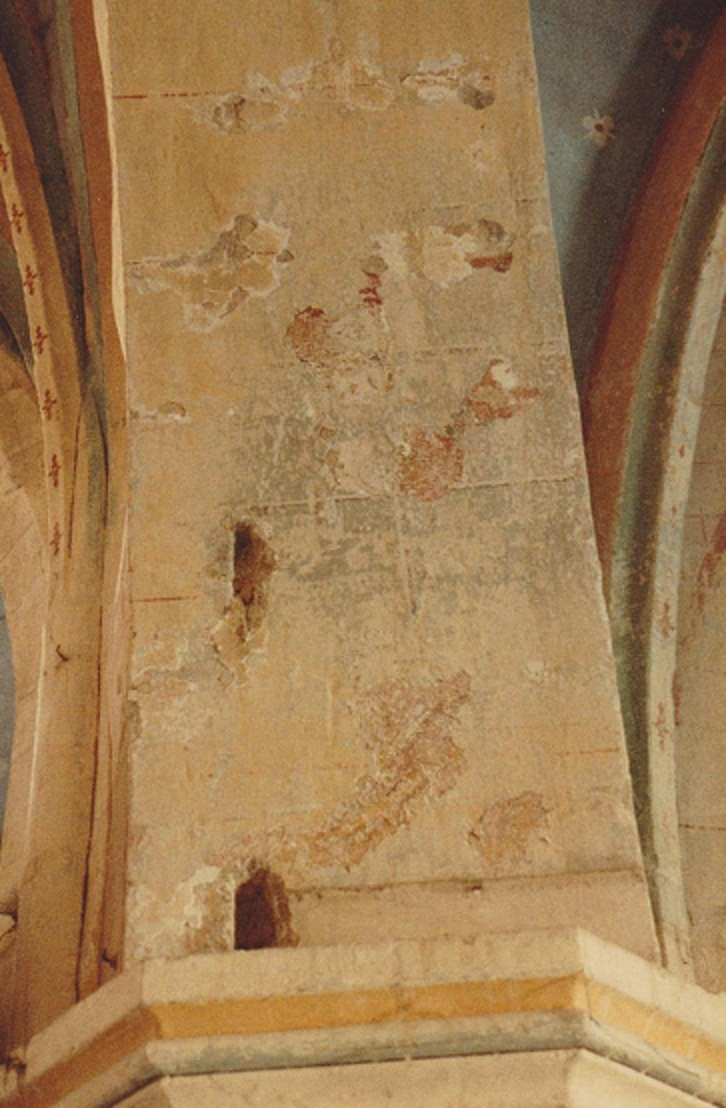

## وصلات خارجية
- موسوعة الترميم والمواد الفنية الرقمية (بالإنجليزية)
- الحفاظ في معرض ويليمسون (بالإنجليزية)
- ملخصات الأدب العالمي للحفاظ (بالإنجليزية)
- قاعدة البيانات الببليوغرافية لشبكة معلومات الحفظ (بالإنجليزية)